# Kruszelnica Szlachecka
Kruszelnica Szlachecka (ukr. Крушельниця-Шляхетська) – dawna wieś, obecnie część wsi Kruszelnica (ukr. Крушельниця) na Ukrainie, w rejonie skolskim obwodu lwowskiego.
Stanowi główną część Kruszelnicy, położoną na południowym brzegu rzeki Stryj. Rozpościera się wzdłuż ulicy Iwana Franka. Z położonym na północnym brzegu Stryja Zarzeczem łączy ją jedynie drewniany most wiszący.

## Historia
Kruszelnica Szlachecka to dawniej samodzielna wieś. W II Rzeczypospolitej stanowiła gminę jednostkową Kruszelnica Szlachecka w  powiecie stryjskim w województwie stanisławowskim. 1 sierpnia 1934 roku w ramach reformy na podstawie ustawy scaleniowej weszła w skład nowej zbiorowej gminy Podhorodce, gdzie we wrześniu 1934 utworzyła gromadę.
Podczas II wojny światowej połączona z Kruszelnicą Rustykalną w jedną wieś Kruszelnica w gminie Podhorodce w powiecie stryjskim w dystrykcie Galicja, która w 1943 roku liczyła 1555 mieszkańców.
Po wojnie włączona w struktury ZSRR.